# McHenry (Illinois)
McHenry é uma cidade localizada no estado americano de Illinois, no Condado de McHenry.

## Demografia
Segundo o censo americano de 2000, a sua população era de 21.501 habitantes.
Em 2006, foi estimada uma população de 25.884, um aumento de 4383 (20.4%).

## Geografia
De acordo com o United States Census Bureau tem uma área de
31,4 km², dos quais 30,1 km² cobertos por terra e 1,3 km² cobertos por água. McHenry localiza-se a aproximadamente 228 m acima do nível do mar.

## Localidades na vizinhança
O diagrama seguinte representa as localidades num raio de 8 km ao redor de McHenry.